# Герб на Астраханското царство
Гербът на Астраханското царство от тържествения герб на Руската империя представлява царска корона, с 5 дъги и зелено кадифе, а под нея има изобразен сребърен източен меч със златна ръкохватка, обърната на дясна хералдическа страна. Цялата тази композиция е поставена върху щит на лазурен син фон.
Астраханското ханство е присъединено към Руската държава през 1556 г., веднага след завладяването на Казанското ханство. Такова изображение на астраханския герб се появява за първи през 17 век по времето на цар Михаил Фьодорович. Короната в герба символизира царския статут на Астрахан, а татарската сабя – неговия татарски произход. Гербът е увенчан с Астраханската шапка.